# Straßenschlacht von St Matthew’s
Die Straßenschlacht von St Matthew’s, auch Schlacht von Short Strand genannt, war eine Abfolge mehrerer Schießereien und gewaltsamer Ausschreitungen in der Nacht vom 27. auf den 28. Juni 1970 in Belfast, Nordirland. Die Ausschreitungen ereigneten sich im Rahmen des Nordirlandkonfliktes zwischen der Provisional Irish Republican Army (IRA) und Ulster Loyalisten in Short Strand, einem isolierten katholischem Viertel im von hauptsächlich protestantischen Nachbarschaften dominierten Teil von Belfast. Auch in anderen Teilen der Stadt war es zuvor zu heftigen Straßenkämpfen und Schießereien mit mehreren Toten gekommen.
Die Gewalt war nach einem Marsch des Oranier-Ordens nahe der katholischen St Matthew’s Church in Short Strand ausgebrochen und hielt fünf Stunden an, wobei sich beide Seiten Feuergefechte lieferten, bis sich die Ulster-Loyalisten schließlich zurückzogen. Die British Army und die Polizei griffen nicht ein. Sechs Menschen starben, während mindestens 26 weitere in den Kämpfen verwundet wurden.
Die Schlacht war das erste größere Ereignis, bei dem die Provisional Irish Republican Army in Erscheinung trat und war ein wichtiger Sieg, da sie sich als Beschützer der katholischen Viertel und Zivilisten in Short Strand inszenieren konnte. Ulster-Loyalisten entgegneten, dass die IRA die Eskalation der Gewalt zum Zwecke der eigenen Inszenierung förderte und die Loyalisten in eine Falle gelockt hätte, ohne Rücksicht auf Zivilisten zu nehmen.

## Hintergrund
Während der Nordirischen Unruhen im August 1969 in Belfast stießen katholische, irische Republikaner mit protestantischen Ulster-Loyalisten und der überwiegend protestantischen Royal Ulster Constabulary (RUC), der nordirischen Polizei, zusammen. Hunderte von katholischen Häusern und Geschäften wurden niedergebrannt und mehr als 1.000 überwiegend katholische Familien mussten fliehen. Die Irish Republican Army hatte nur wenige Waffen oder Mitglieder und war nicht in der Lage, die katholischen Gebiete angemessen zu verteidigen. Die Unruhen endeten mit dem Einsatz britischer Truppen.
Im Dezember 1969 spaltete sich die IRA dann in die Official IRA und die Provisional IRA, wobei die Provisional IRA gelobte, in Zukunft katholische Gebiete bedingungslos und fanatisch zu verteidigen.
Short Strand selbst ist eine katholische Enklave im Osten Belfasts, der hauptsächlich protestantisch und ulster-unionistisch geprägt ist. Während der Unruhen gab es in Short Strand etwa 6.000 Katholiken, während ihre protestantischen Nachbarn ungefähr 60.000 zählten.

## Straßenschlacht

### In Belfast
Am Samstag, den 27. Juni 1970 fand im Westen von Belfast ein großer Marsch des Oranierordens statt, dem sich Loyalisten aus anderen Teilen der Stadt anschlossen. Gewalt brach aus, als der Marsch in das Gebiet der katholischen Springfield Road eindrang. Feuerwerksböller und Raketen wurden von beiden Seiten geworfen, eine Bäckerei wurde in Brand gesteckt und die britische Armee setzte Tränengas ein, um die Menge zu zerstreuen.
Im Norden von Belfast verlief ein weiterer Oraniermarsch entlang der Crumlin Road, der Grenze zwischen einem katholischen und protestantischen Gebiet. Anfang des Monats hatten britische Truppen bereits einen Marsch der Oranier abgelenkt, was zu schweren Ausschreitungen der Protestanten und Oranier gegen die Sicherheitskräfte führte.
Laut Staatsanwälten tauchte diesmal auch eine Menschenmenge aus dem katholischen Ardoyne auf, die Flaschen und Steine warf. Als der Aufstand in eine Schießerei überging, tötete die IRA drei Protestanten, nämlich William Kincaid (28), Daniel Loughins (32) und Alexander Gould (18). Weitere Personen wurden verwundet, darunter ein Unteroffizier der Royal Navy, der beim Fahren eines Feldkrankenwagens in den Kiefer geschossen wurde.

### In Short Strand
Auch im überwiegend protestantischen Osten der Stadt hatte eine Oranierparade stattgefunden. Am Ende deren Route befand sich die katholische Enklave Short Strand. Am Abend des 27. Juni brach dort nahe der katholischen Kirche St. Matthew Gewalt aus.
Die Eskalation begann, nachdem eine loyalistische Band und deren Unterstützer nach ihrer Rückkehr von der Hauptparade durch die Gegend marschiert waren. Rivalisierende Gruppen versammelten sich, Verspottungen führten zu Steinwürfen und schließlich fielen Schüsse. Als sich die Situation verschlimmerte, befürchteten die katholischen Bewohner, dass die sich versammelnden Loyalisten versuchen würden, in den Short Strand einzudringen und sie in ihren Häusern auszuräuchern. Lokale IRA-Mitglieder holten Waffen aus alten Waffendeponien und machten sich bereit.
Die koordinierte Straßenschlacht und Schießerei begann um 22 Uhr und hielt bis 3 Uhr an. Die Loyalisten versuchten die Kirche zu stürmen und umstellten Grundstücke mit Molotowcocktails. Mehrere Gebäude wurden in Brand gesteckt. Eine kleine Gruppe von IRA-Mitgliedern und Mitgliedern des Bürgerverteidigungskomitees nahm auf dem Kirchengelände und in den angrenzenden Straßen Stellung. Die IRA-Mitglieder waren mit M1-Karabinern bewaffnet und wurden von Billy McKee, dem Kommandeur der Belfast Brigade der IRA, angeführt. Ebenfalls anwesend war Billy Kelly, Kommandeur des 3. Bataillons der Belfast Brigade. Die IRA-Mitglieder schossen auf die bewaffneten Loyalisten, von denen einige auf den Dächern gegenüber postiert waren. Die RUC, die nordirische Polizei verweigerte den katholischen Bewohnern jegliche Hilfe. Auch die British Army und andere britische Sicherheitskräfte griffen nicht ein.
Auf der anderen Seite des Flusses Lagan, im Marktgebiet, versammelten sich währenddessen andere IRA-Mitglieder und bereiteten sich darauf vor, Short Strand zu verstärken, falls es erstürmt werden sollte. Britische Soldaten trafen in gepanzerten Fahrzeugen ein und sperrten die Straßen rund um Short Strand ab, was der IRA jede Hoffnung auf Verstärkung verweigerte. Die British Army gab damals an, ihre Soldaten hätten keine Schüsse abgegeben, weil aufgrund der chaotischen Lage keine Ziele identifiziert werden konnten und dass der ganze Vorfall seinen Lauf genommen hatte, weil die Armee in dieser Nacht in Belfast überlastet war.
Die IRA konnte ihre Stellung trotzdem halten und die Loyalisten in die Seitenstraßen zurücktreiben, wovon aus sie sich weiterhin beschossen. Gegen 3 Uhr begannen die Loyalisten mit dem Rückzug und zerstreuten sich bis zum Sonnenaufgang.

### Opfer
Bei den Kämpfen um Short Strand wurden drei Menschen getötet, mindestens 26 wurden verwundet, einschließlich Billy McKee, der fünfmal angeschossen wurde.
Robert Neill, ein 38-jähriger Protestant, starb sofort, als ein von der Kirche aus abgefeuerter Schuss vom Bürgersteig abprallte und ihn am Rückgrat traf.
James McCurrie, ein 34-jähriger Protestant, wurde in der Beechfield Street erschossen.
Henry McIlhone, ein 33-jähriger Katholik, half bei der Verteidigung von Short Strand, als er wohl versehentlich von der republikanischen Seite erschossen wurde. McKee behauptete jedoch, dass McIlhone von Loyalisten getötet wurde.

## Folgen
Republikaner und Loyalisten waren sich uneinig darüber, wer die Gewalt begonnen und die ersten Schüsse abgefeuert hatte. Republikaner behaupteten, dass die Gewalt von den Loyalisten begonnen wurde, die von dem Oraniermarsch zurückkehrten. Sie meinten, dass die Loyalisten versuchten, die Kirche in Brand zu setzen und in Short Strand einzudringen, mit der Absicht, die Bewohner in ihren Häusern auszuräuchern. Daher argumentierten die Republikaner, dass sie Short Strand vor loyalistischen Angriffen verteidigten.
Loyalisten behaupteten, die Gewalt sei von Republikanern begonnen worden, angeblich als die zurückkehrenden Oranier und Loyalisten schon auf dem Weg Richtung Short Strand angegriffen wurden. Sie argumentierten, dass Republikaner die Protestanten angegriffen hatten, um sie dann in einen sorgfältig vorbereiteten Hinterhalt zu locken. Am folgenden Tag vertrieben Loyalisten als Vergeltung 500 katholische Arbeiter aus der nahegelegenen Werft Harland and Wolff.
Der von den Unruhen im August 1969 herrührende Glaube vieler Katholiken und Nationalisten, die IRA könne sie nicht verteidigen, wurde durch die Ausschreitungen nicht bestätigt, was ein großer Erfolg für die Provisional IRA war, da sie neue Zustimmung und Unterstützung der Bevölkerung erhielt. Vor dem Feuergefecht hatte die IRA auf eine Gelegenheit gewartet, sich als Verteidiger der katholischen Gemeinschaft darzustellen, die sich nur durch die Überdehnung der Streitkräfte der britischen Armee ergab, welche sich mit den von der IRA initiierten Unruhen außerhalb von Short Strand befassten und daher keinen Schutz bieten konnten. Der Kampf wird als Schlüsselereignis für das Wachstum der Provisional IRA angesehen.
Weniger als eine Woche später beschlagnahmte die britische Armee während einer dreitägigen Operation in West-Belfast eine große Menge Waffen der Official IRA. Nationalisten sahen sich darin ihrer Verteidigung beraubt.